# Креколе
Креколе (пол. Krekole, нім. Krekollen) — село в Польщі, у гміні Ківіти Лідзбарського повіту Вармінсько-Мазурського воєводства.
Населення — 286 осіб (2011).
У 1975-1998 роках село належало до Ольштинського воєводства.

## Демографія
Демографічна структура станом на 31 березня 2011 року:
|          | Загалом | Допрацездатний вік | Працездатний вік | Постпрацездатний вік |
| -------- | ------- | ------------------ | ---------------- | -------------------- |
| Чоловіки | 161     | 38                 | 110              | 13                   |
| Жінки    | 125     | 21                 | 75               | 29                   |
| Разом    | 286     | 59                 | 185              | 42                   |